# جرج‌تاون، شهرستان کوئیتمن، جورجیا
جرج‌تاون، منطقه کوئیتمن، جورجیا (به انگلیسی: Georgetown, Quitman County, Georgia) یک شهر در ایالات متحده آمریکا با جمعیت ۹۷۳ نفر است که در جورجیا واقع شده‌است.

## نگارخانه

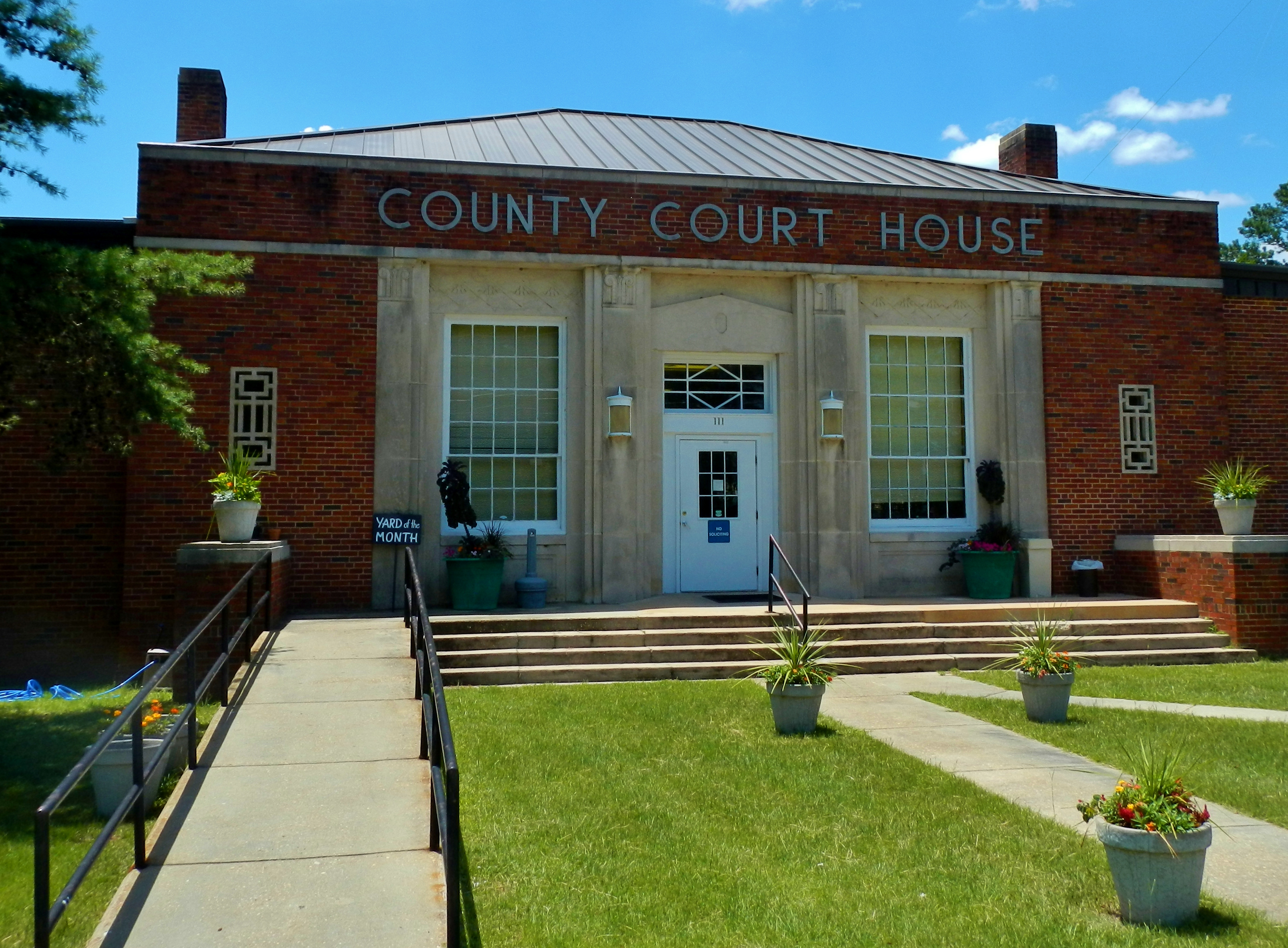
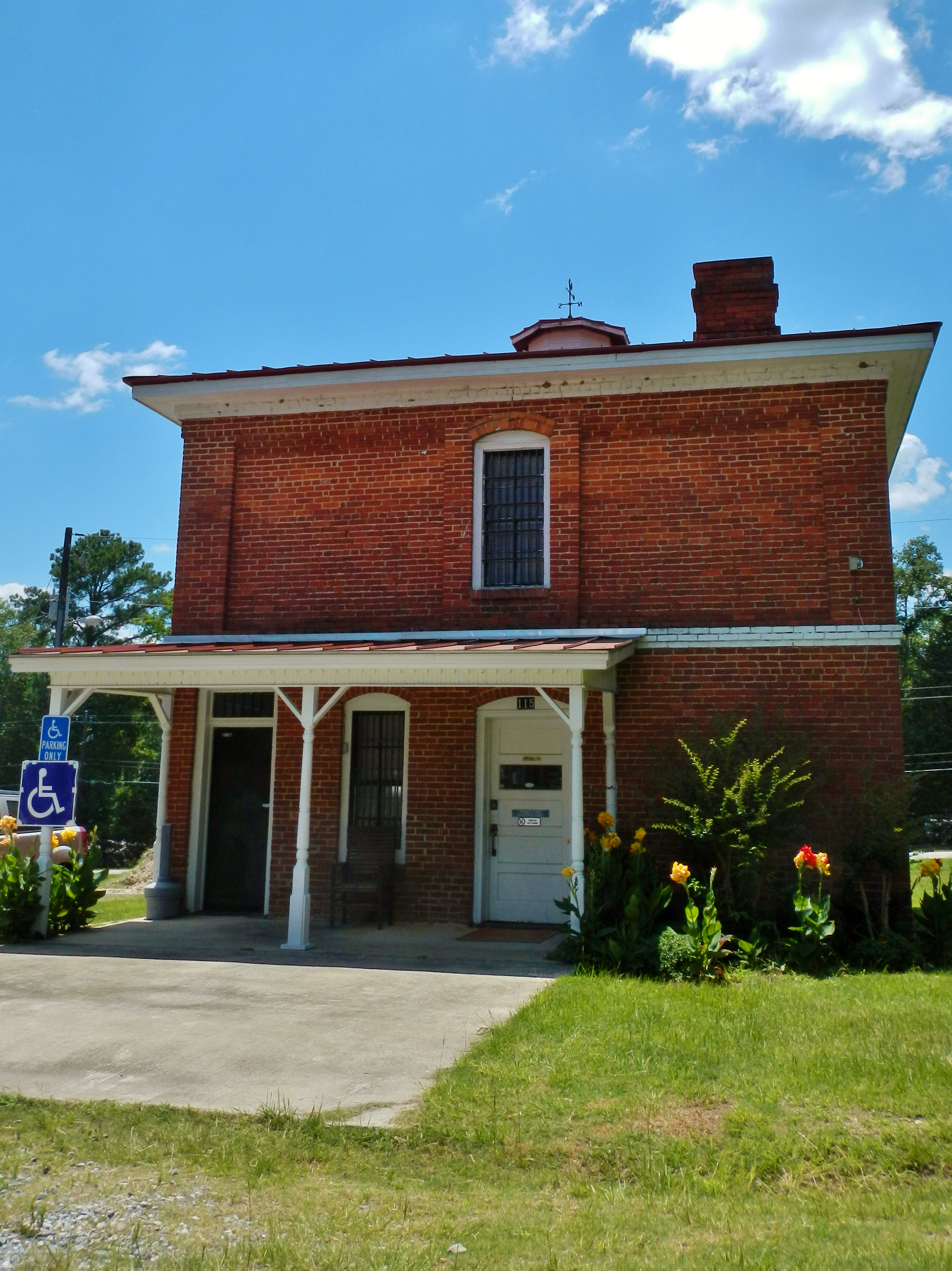
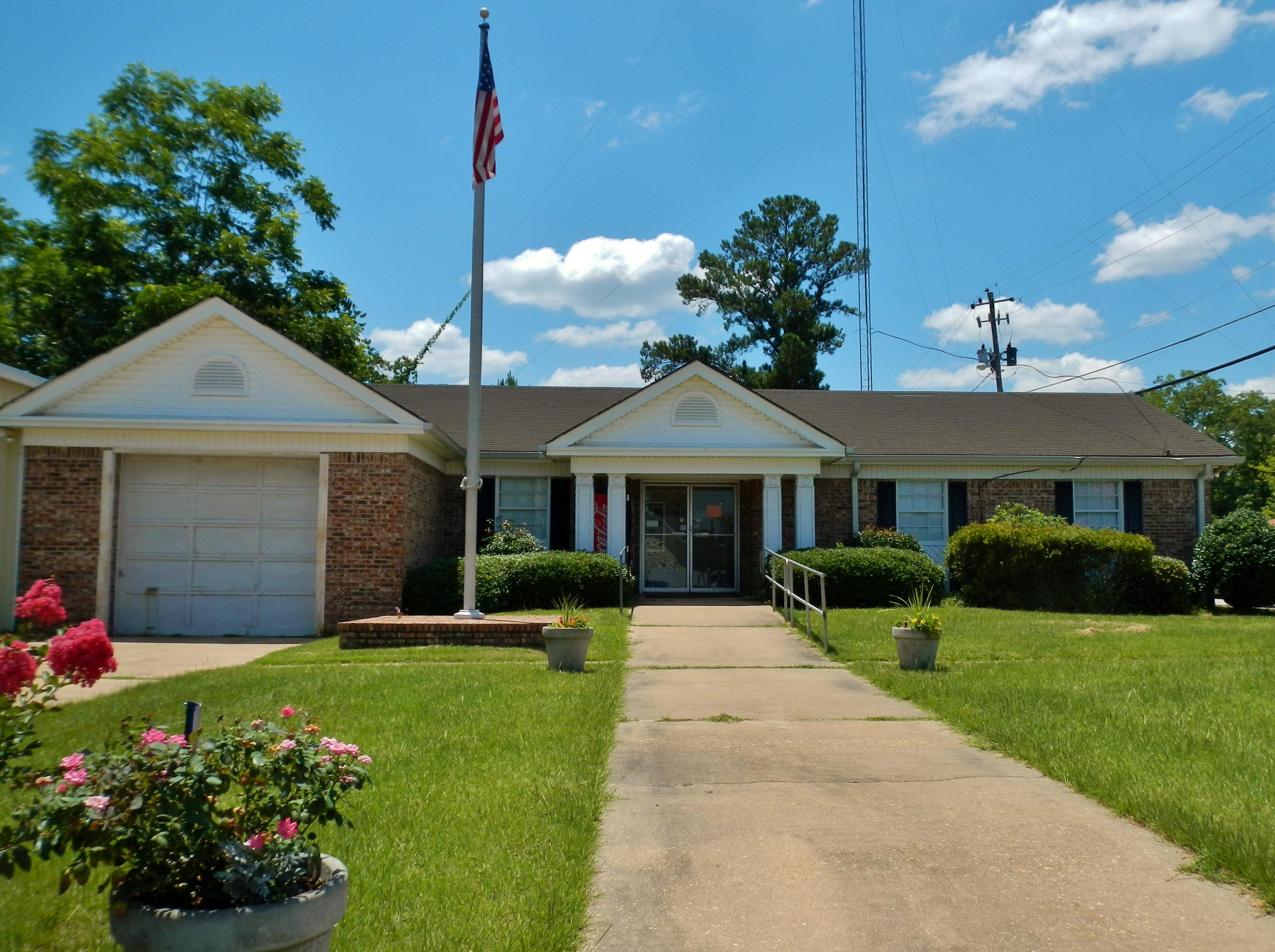
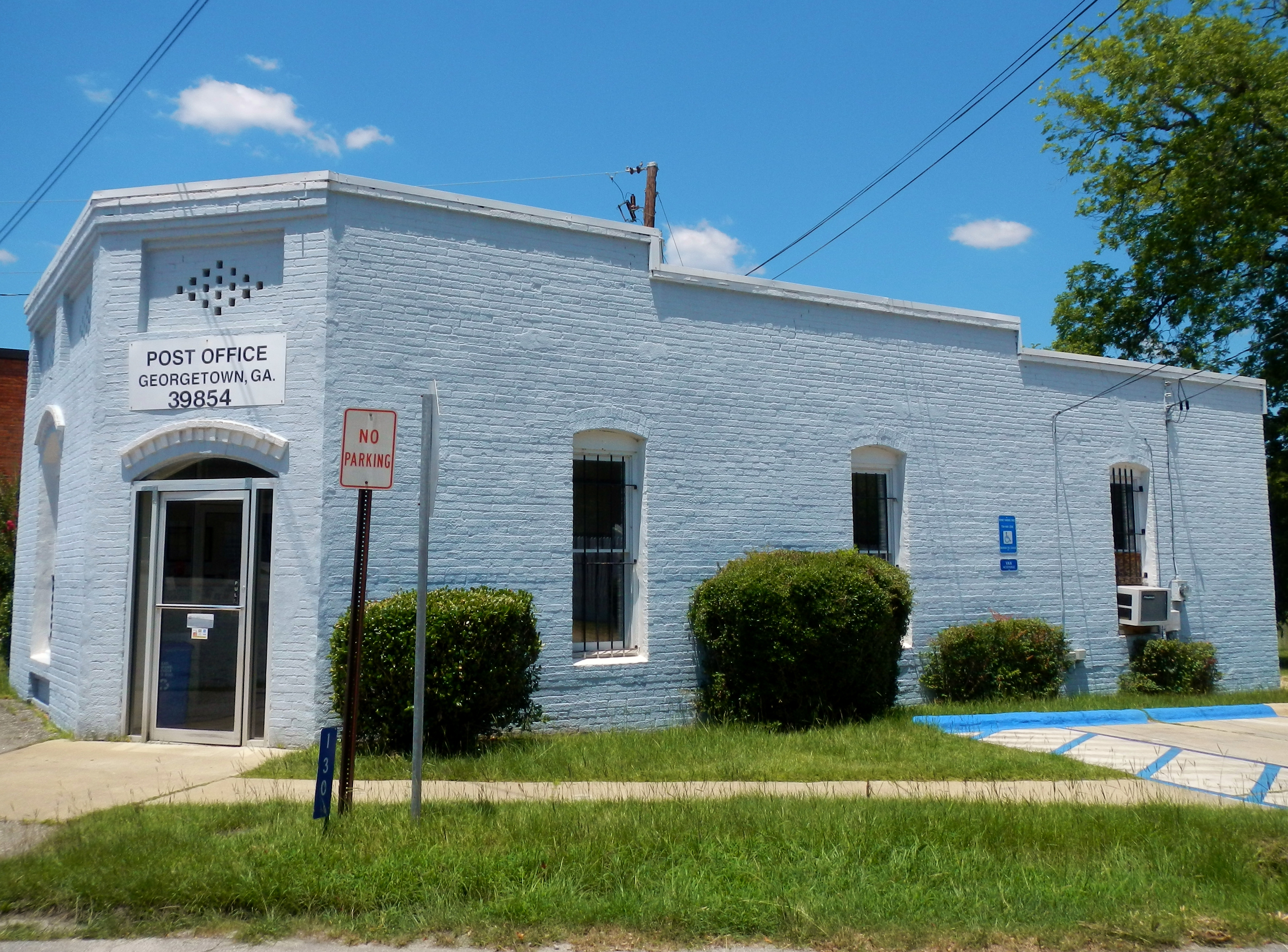